# Ловіть той цепелін!
«Ловіть той цепелін!» (англ. Catch that Zeppelin!) — оповідання Фріца Лайбера в жанрі альтернативної історії, вперше надруковане в журналі «Fantasy & Science Fiction» 1975 року.

## Сюжет
Оповідач, ідучи вулицею Мангеттена, помічає цепелін, пришвартований до Емпайр-Стейт-Білдінг, і усвідомлює, що має спогади зовсім іншої людини, і знаходиться в іншому паралельному світі. В цьому світі автомобілі їздять на електродвигунах, повітряне транспортування здійснюється безпечними гелієвими дирижаблями, а рік змінився з 1973 на 1937.
Наратор, якого тепер звуть не Фріц, а Дольфі, і який є інженером цепелінів, зустрічається з сином — соціальним істориком, перед від'їздом до Німеччини. Під час зустрічі вони обговорюють переломні історичні моменти і як зміни в них могли б вплинути на історію. Наприклад, якби Марія Склодовська одружилася з П'єром Кюрі, а не з Томасом Едісоном, то він, без її допомоги, не створив би дешеву і чисту для довкілля батарею, і тоді, можливо, автомобільну індустрію домінував би Форд, з його концептами двигунів, які спалюють пари бензину. Якби відносини між Німеччиною і США цього десятиріччя не були такими теплими, то ймовірно що Америка заблокувала продаж гелію Німеччині, що спричинило б використання водню для дирижаблів, через що могли б статись небезпечні аварії, і авіація закинула б ідею аеростатів та перейшла на тяжкі гвинтові літаки. Що реконструкція після громадянської війни в США мала великі шанси провалитися, що могло б спричинити нову хвилю дискримінації афроамериканців. Останній переломний момент, який обговорюють герої — кінець Першої світової війни. Син наводить аргументи, що існувала велика ймовірність перемир'я, замість безумовної капітуляції Німеччини, і що це могло б спричинити мілітаристичний режим в Німеччині, слабку Лігу Націй, і можливо привело б до нового конфлікту.
В кінці розмови оповідач помічає, що запізнюється на посадку, і попрощавшись з сином біжить на дах хмарочоса, щоб встигнути на цепелін. Там знову відбувається зміщення світів, і виявляється, що в тій альтернативній реальності оповідач був Гітлером. Після зміщення герой знову стає Фріцом, і також іде на зустріч з сином, який теж є соціальним істориком, але цього разу без теорій про «переломні моменти».

## Сприйняття
Твір отримав премії «Неб'юла» і «Г'юґо» в 1976 році. Критик Дон Д'Амас зазначив, що «історія витончена і його роздуми захоплюючі, але кінець трохи урізаний, залишаючи читача з відчуттям, що щось ще мало бути сказано». Ніколас Вайт відмітив деякі сюжетні неточності — Гітлер не міг мати сина, провідного соціального історика, незалежно яку часову лінію використовувати, і батарея Едісона звучить малоймовірно; хоча історичні аргументи про провал реконструкції півдня і перемир'я в 1918 році достатньо переконливі. Журналіст Брюс Байфілд написав у своєму критичному есе, що «порівняння нашої історії з вигаданою наводить на думку, що невдача завершити емансипацію темношкірих в дев'ятнадцятому столітті спотворює американську історію так само як антисемітизм — німецьку.»

## В іншому медіа
- В серіалі Межа в одному з епізодів видно Емпайр-Стейт-Білдінг з пришвартованим до нього дирижаблем.[4]